# Bariaka alopiae
Bariaka alopiae is een eenoogkreeftjessoort uit de familie van de Eudactylinidae. De wetenschappelijke naam van de soort is voor het eerst geldig gepubliceerd in 1966 door Cressey.